# 藤崎修
藤崎 修（ふじさき おさむ、1951年 - 1998年）は、日本の元英語教師。
西南学院大学を卒業後、1968年（昭和43年）から福岡にある無教会の天神聖書集会に列席。1974年（昭和49年）から1976年（昭和51年）イギリスリッチモンド大学に留学、英文学を学ぶ。1977年（昭和52年）福岡女学院中学校・高等学校英語科教諭となり、1987年（昭和62年）天神聖書集会の聖書講義の講師陣に加わる。
著書に「ルカによる福音書注解」などがある
| スタブアイコン | サブスタブ | この項目は、まだ閲覧者の調べものの参照としては役立たない、人物に関連した書きかけの項目です。この項目を加筆・訂正などしてくださる協力者を求めています（P:人物伝/PJ:人物伝）。 |